# Elezioni parlamentari in Belgio del 2019
Le elezioni parlamentari in Belgio del 2019 si sono tenute il 26 maggio per il rinnovo della Camera dei rappresentanti. 
In seguito all'esito elettorale, Sophie Wilmès, espressione del Movimento Riformatore, è divenuta Primo ministro; nel 2020 è stata sostituita da Alexander De Croo, esponente di Liberali e Democratici Fiamminghi Aperti.

## Risultati
| Liste                                    | Voti      | %     | Seggi |
| ---------------------------------------- | --------- | ----- | ----- |
| Nuova Alleanza Fiamminga                 | 1 086 787 | 16,03 | 25    |
| Vlaams Belang                            | 810 177   | 11,95 | 18    |
| Partito Socialista                       | 641 623   | 9,46  | 20    |
| Cristiano-Democratici e Fiamminghi       | 602 520   | 8,89  | 12    |
| Partito del Lavoro del Belgio            | 584 621   | 8,62  | 12    |
| Liberali e Democratici Fiamminghi Aperti | 579 334   | 8,54  | 12    |
| Movimento Riformatore                    | 512 825   | 7,56  | 14    |
| Partito Socialista Differente            | 455 034   | 6,71  | 9     |
| Ecolo                                    | 416 452   | 6,14  | 13    |
| Verdi                                    | 413 836   | 6,10  | 8     |
| Centro Democratico Umanista              | 250 861   | 3,70  | 5     |
| DéFI                                     | 150 394   | 2,22  | 2     |
| Partito Popolare                         | 75 096    | 1,11  | –     |
| Gli Animali                              | 47 733    | 0,70  | –     |
| Listes Destexhe                          | 42 712    | 0,63  | –     |
| Collettivo Cittadino                     | 21 092    | 0,31  | –     |
| Altri <0,25%                             | 89 441    | 1,32  | –     |
| Totale                                   | 6 780 538 | 100   | 150   |

| Riepilogo dei voti (+/- elezioni 2014)   | Riepilogo dei voti (+/- elezioni 2014)   | Riepilogo dei voti (+/- elezioni 2014)   | Riepilogo dei voti (+/- elezioni 2014) | Riepilogo dei voti (+/- elezioni 2014) | Riepilogo dei voti (+/- elezioni 2014) | Riepilogo dei voti (+/- elezioni 2014) |
| ---------------------------------------- | ---------------------------------------- | ---------------------------------------- | -------------------------------------- | -------------------------------------- | -------------------------------------- | -------------------------------------- |
| Nuova Alleanza Fiamminga                 | Nuova Alleanza Fiamminga                 | Nuova Alleanza Fiamminga                 |                                        |                                        | 16,03%                                 | ▼ 4,23                                 |
| Vlaams Belang                            | Vlaams Belang                            | Vlaams Belang                            |                                        |                                        | 11,95%                                 | ▲ 8,28                                 |
| Partito Socialista                       | Partito Socialista                       | Partito Socialista                       |                                        |                                        | 9,46%                                  | ▼ 2,21                                 |
| Cristiano-Democratici e Fiamminghi       | Cristiano-Democratici e Fiamminghi       | Cristiano-Democratici e Fiamminghi       |                                        |                                        | 8,89%                                  | ▼ 2,72                                 |
| Partito del Lavoro del Belgio            | Partito del Lavoro del Belgio            | Partito del Lavoro del Belgio            |                                        |                                        | 8,62%                                  | ▲ 4,90                                 |
| Liberali e Democratici Fiamminghi Aperti | Liberali e Democratici Fiamminghi Aperti | Liberali e Democratici Fiamminghi Aperti |                                        |                                        | 8,54%                                  | ▼ 1,24                                 |
| Movimento Riformatore                    | Movimento Riformatore                    | Movimento Riformatore                    |                                        |                                        | 7,56%                                  | ▼ 2,08                                 |
| Partito Socialista Differente            | Partito Socialista Differente            | Partito Socialista Differente            |                                        |                                        | 6,71%                                  | ▼ 2,12                                 |
| Ecolo                                    | Ecolo                                    | Ecolo                                    |                                        |                                        | 6,14%                                  | ▲ 2,84                                 |
| Verdi                                    | Verdi                                    | Verdi                                    |                                        |                                        | 6,10%                                  | ▲ 0,78                                 |
| Centro Democratico Umanista              | Centro Democratico Umanista              | Centro Democratico Umanista              |                                        |                                        | 3,70%                                  | ▼ 1,28                                 |
| DéFI                                     | DéFI                                     | DéFI                                     |                                        |                                        | 2,22%                                  | ▲ 0,42                                 |
| Partito Popolare                         | Partito Popolare                         | Partito Popolare                         |                                        |                                        | 1,11%                                  | ▼ 0,39                                 |
| Altri <1,00%                             | Altri <1,00%                             | Altri <1,00%                             |                                        |                                        | 2,96%                                  | ▼ 0,89                                 |
| Riepilogo dei seggi (+/- elezioni 2014)  |                                          |                                          |                                        |                                        |                                        |                                        |
|                                          |                                          |                                          |                                        |                                        |                                        |                                        |
| PTB/PVDA                                 | 12                                       | ▲ 10                                     |                                        | PS                                     | 20                                     | ▼ 3                                    |
| SPA                                      | 9                                        | ▼ 4                                      |                                        | Ecolo                                  | 13                                     | ▲ 7                                    |
| Groen                                    | 8                                        | ▲ 2                                      |                                        | DéFI                                   | 2                                      | ━                                      |
| MR                                       | 14                                       | ▼ 6                                      |                                        | VLD                                    | 12                                     | ▼ 2                                    |
| CDH                                      | 5                                        | ▼ 4                                      |                                        | CD&V                                   | 12                                     | ▼ 6                                    |
| N-VA                                     | 25                                       | ▼ 8                                      |                                        | VB                                     | 18                                     | ▲ 15                                   |
| PP                                       | 0                                        | ▼ 1                                      |                                        |                                        |                                        |                                        |